# Субъект (философия)
Субъе́кт (лат. subjectum «лежащее внизу; находящееся в основе»):
- носитель деятельности, сознания и познания[1];
- индивид, познающий внешний мир (объект) и воздействующий на него в своей практической деятельности;
- человек или консолидированная группа лиц (например, научное сообщество), общество, культура или даже человечество в целом, противопоставляемые познаваемым или преобразуемым объектам[2].

## Основные концепции субъекта
- Психологический субъект (изолированный субъект). В данной концепции субъект напрямую отождествляется с человеческим индивидом, осуществляющим познавательный акт. Такая позиция близка к нашему повседневно-реалистическому опыту и наиболее распространена. В рамках данной концепции познающий чаще всего рассматривается как пассивный регистратор внешних воздействий, с той или иной степенью адекватности отражающий объект. Такой подход не учитывает активный и конструктивный характер поведения субъекта — того, что последний способен не только отражать, но и формировать объект познания.
- Трансцендентальный субъект. Данная концепция утверждает, что существует инвариантное «познавательное ядро» в каждом человеке, которое обеспечивает единство познания в контексте различных эпох и культур. Его выявление составляет важную часть всей теоретико-познавательной деятельности. Такая трактовка субъекта восходит к И.Канту
- Коллективный субъект практически реализуется посредством совместных усилий многих индивидуальных психологических субъектов. Такой субъект не сводится к простой сумме индивидуальных субъектов и относительно них автономен. Примером подобного субъекта может служить научно-исследовательский коллектив, профессиональное сообщество или даже человеческое общество в целом.

## Субъект познания
О субъекте (subiectum) как о познающем уме одним из первых говорит Фома Аквинский в своей Сумме теологии: «Субъектом любви к горнему является разумный ум (mens rationalis)» . Под субъектом познания следует понимать наделенного сознанием человека, включенного в систему социокультурных связей, чья активность направлена на постижение тайн противостоящего ему объекта.
Познает себя субъект через свои обнаружения, сознаваемые непосредственно. Всякое наше познавание заключает в себе две стороны, являясь актом сознания и самосознания. Как акт сознания, оно даёт нам знать, с чем мы имеем дело, какой предмет мы созерцаем перед собой — стол, стул, чернильницу, перо или что-то другое. Как акт самосознания, оно говорит нам, что, видя, например, стол, мы спокойно созерцаем, а не находимся в состоянии волнения или желания. Эти две стороны даны бывают всюду, хотя вследствие узости сознания никогда не сознаются с одинаковой ясностью. Иногда более ясно сознается предмет, иногда — акт созерцания, смотря по тому, на что бывает обращено наше внимание. Познание своё мы начинаем не с себя самих, а с внешнего мира, с окружающих тел; поэтому и свои обнаружения душевные первоначально мы познаем не в чистом виде, а в связи с телесными явлениями. Изучая тела, мы выделяем из них одно, нераздельно связанное с нами. Мы замечаем, что это тело является в своём роде единственным. В отличие от других тел оно не покидает нас никогда. Прикосновение к нему чего-либо постороннего мы не только видим, но и испытываем. Перемены его являются в нашей жизни событиями, приятно или неприятно волнующими наше существо. Через него мы исполняем свои хотения; хотим мы что-нибудь приблизить к себе — приближаем к нему, хотим удалить от себя — удаляем от него. В результате у нас слагается убеждение, что тело и мы составляем одно, что его состояния — наши состояния, его движения — наши действия. На этой ступени самопознания мы отождествляем заботы о себе с заботами о своём теле. Мало-помалу у нас развивается способность отвлечения. Мы научаемся отрывать свой умственный взор от ярких образов внешней, чувственной действительности и сосредоточивать внимание на явлениях своего внутреннего, душевного мира. Мы находим в себе бесконечное разнообразие мыслей, чувствований, желаний.
Для нас становится очевидным, что в этих-то явлениях, непосредственно воспринимаемых нами, но сокрытых от непосредственного взгляда других, и выражается наша сущность. Наше тело теряет в наших глазах своё прежнее значение; мы начинаем смотреть на него, как на внешний объект, который, подобно другим телам, воспринимается внешними чувствами и оказывает сопротивление нашей воле. Открыв явления внутреннего мира, мы пытаемся свести их к логическому единству. К этому побуждают нас и присущее нашей мысли требование единства, и наше естественное желание понять себя. Мы выдвигаем на первый план определённую группу явлений, отвечающих коренным запросам нашей воли, нашему призванию, и с точки зрения этих явлений освещаем все остальные явления нашей душевной жизни. У обыкновенных людей жизненное призвание в большинстве случаев не бывает ясно выражено; поэтому и взгляд их на себя не отличается устойчивой определённостью. Один взгляд имеет человек на себя как на чиновника, другой — как на главу семьи, третий — как на члена товарищеского кружка и пр. Конечно, во всех этих взглядах должно быть нечто общее, отвечающее индивидуальным особенностям человека; но это общее остается обыкновенно тёмным и неопределённым. С изменением запросов воли естественно должен меняться и взгляд человека на себя. Бывают случаи, что человек под влиянием органического расстройства неожиданно для себя проникается новым настроением и новыми стремлениями. Потребность объяснить новое своё состояние приводит его к новому взгляду на себя. Какой-нибудь столяр вдруг приходит к мысли, что он германский император, и в этом смысле начинает действовать и истолковывать все известные факты своей жизни. Если при этом он наталкивается на факты, стоящие в явном противоречии с принятой им точкой зрения, он совершенно последовательно отвергает эти факты и приписывает их посторонней личности. Подобные случаи известны под названием «раздвоения личности». На самом деле в этих случаях не происходит никакого разделения личности: субъект остается единым, его рассуждения — логически последовательными, но у него получаются странные выводы, потому что он выходит из странных для здорового человека предположений.
Некоторые мыслители отрицают субстанциальную природу субъекта, считая его простым призраком или выражением связи между явлениями сознания. Это учение известно под именем феноменализма. Представителями его служат:
а) чистые эмпирики, которые не хотят знать ничего, кроме явлений и их временных связей;
б) материалисты, для которых душевная жизнь не более, как ряд явлений, пассивно сопровождающих мозговые процессы;
в) пантеисты, по взгляду которых, существует только одна субстанция — Божественная, а человек и его психо-физическая жизнь — простой модус Божества.